# Apocheiridium eruditum
Apocheiridium eruditum es una especie de arácnido del orden Pseudoscorpionida de la familia Cheiridiidae.

## Distribución geográfica
Se encuentra en Filipinas.